# Mariä Himmelfahrt (Epfenhausen)

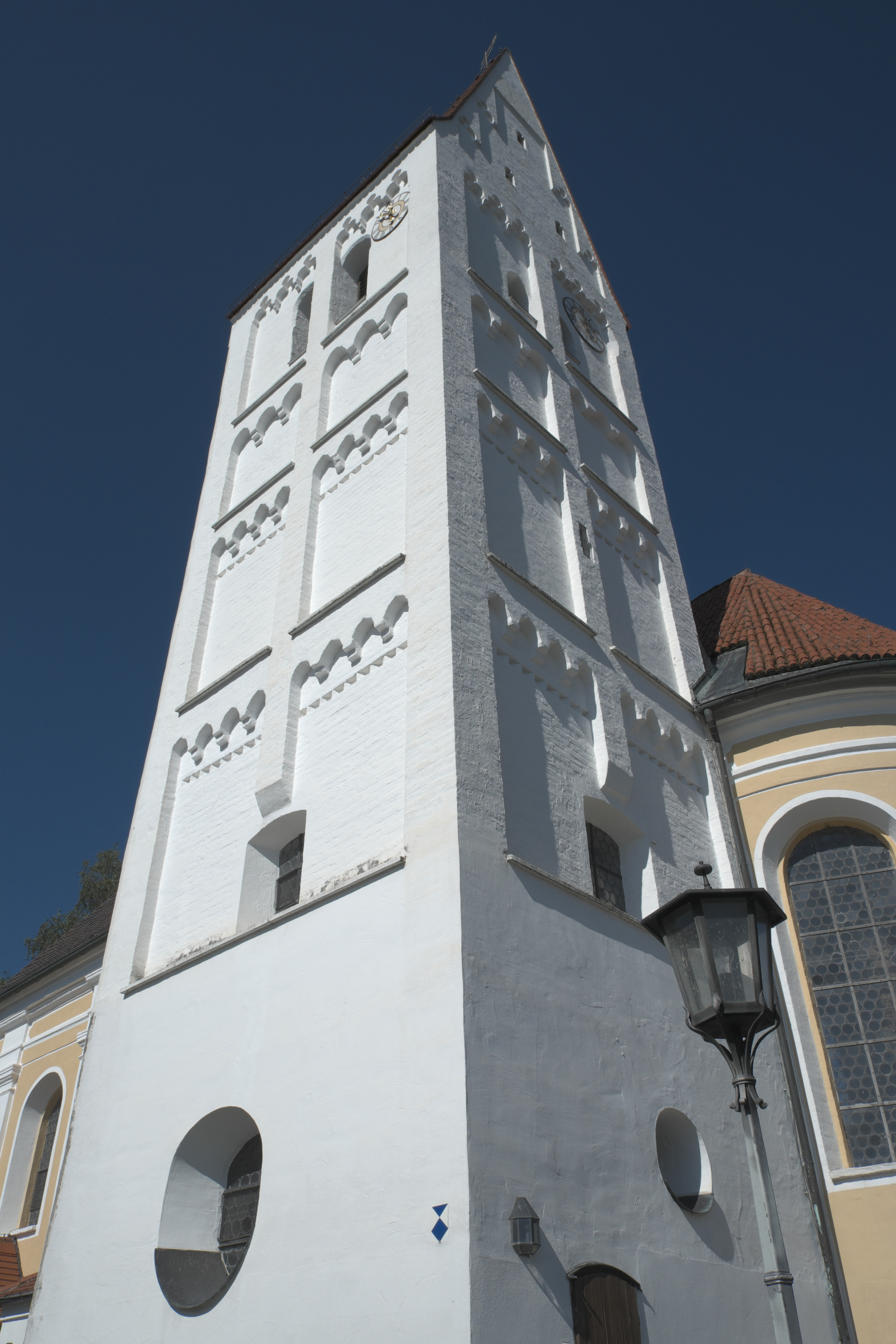
Pfarrkirche Mariä Himmelfahrt, gotischer Chorturm

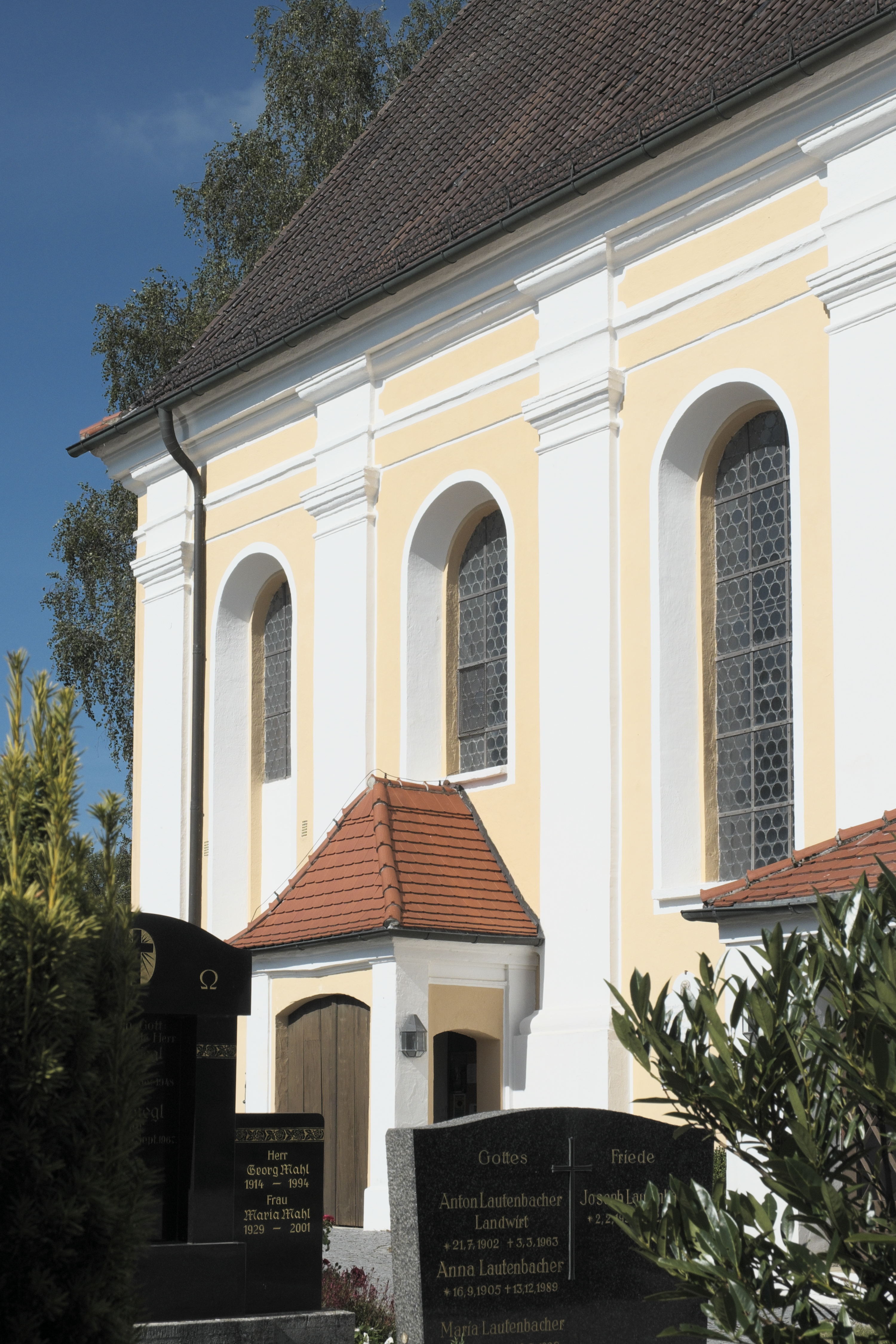
Vorzeichen am südlichen Langhaus

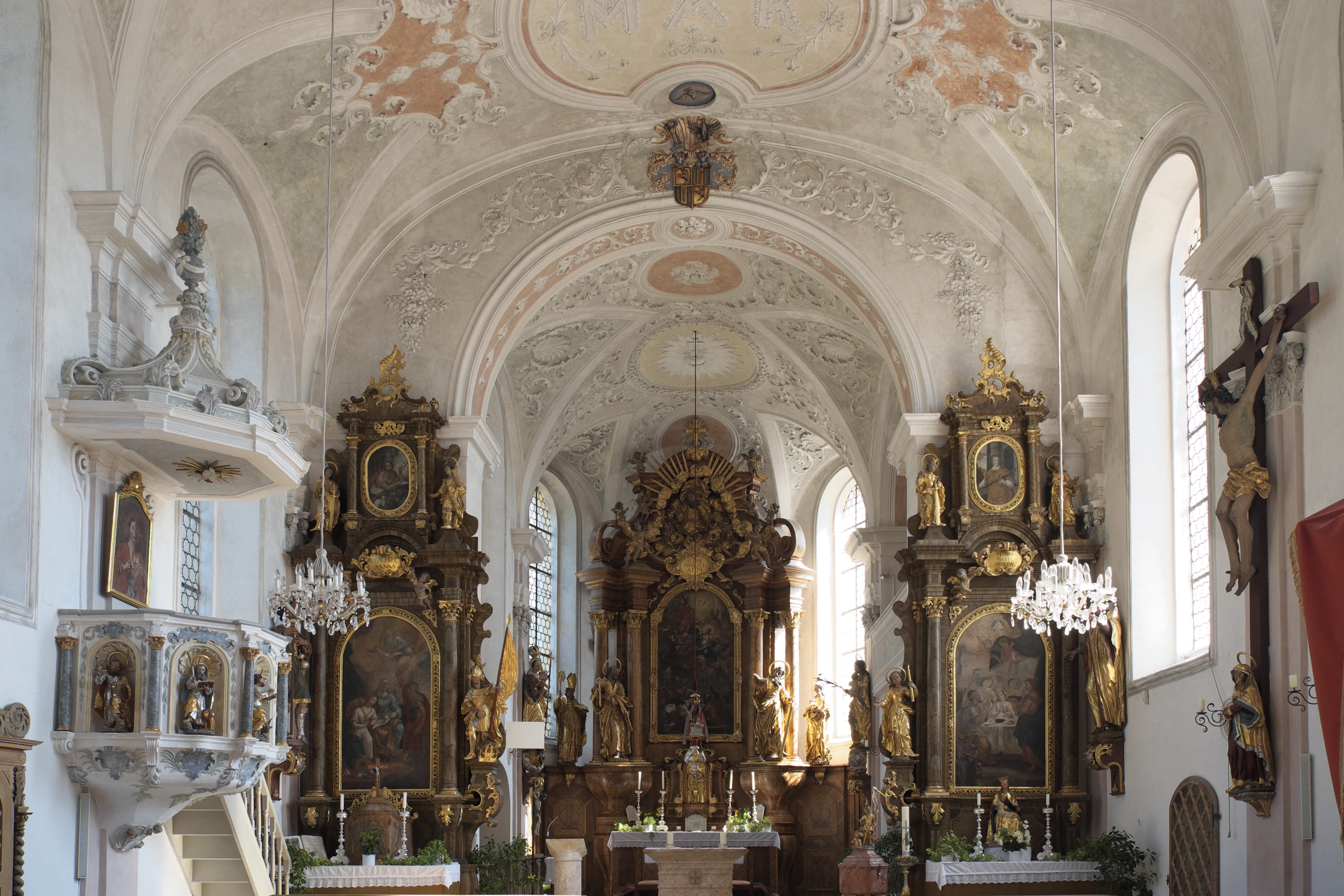
Innenraum

Die katholische Pfarrkirche Mariä Himmelfahrt in Epfenhausen, einem Ortsteil der Gemeinde Penzing im oberbayerischen Landkreis Landsberg am Lech, ist eine ursprünglich gotische Chorturmkirche, die im frühen 18. Jahrhundert im Stil des Barock neu errichtet wurde.

## Geschichte
Die gotische Chorturmkirche, von der noch der Glockenturm aus dem 14. und 15. Jahrhundert erhalten ist, wurde während des Dreißigjährigen Krieges zerstört. Im Jahr 1715 wurde unter der Leitung des Wessobrunner  Baumeisters Joseph Schmuzer ein Neubau begonnen. Im Untergeschoss des Turmes, das der Vorgängerkirche als Chor diente und das später als Sakristei genutzt wurde, entdeckte man 1903 gotische Freskenreste aus der ersten Hälfte des 15. Jahrhunderts. 1923 wurde an die westliche Turmseite eine Ölbergkapelle angefügt.

## Architektur

### Außenbau
Im südlichen Chorwinkel erhebt sich der fünfgeschossige Glockenturm. Er hat einen rechteckigen Grundriss und ist mit einem steilen Satteldach gedeckt. In die oberen Stockwerke sind Blendfelder mit Zahn- und Spitzbogenfriesen eingeschnitten, am Glockengeschoss sind sie mit Dreipassbögen verziert. Die Außenmauern werden durch große Rundbogenfenster und auf hohen Sockeln stehende und mit profilierten Kapitellen verzierte Pilaster gegliedert. Der Eingang befindet sich an der Südseite des Langhauses in einem mit einem Walmdach gedeckten Vorzeichen. Der ehemalige Zugang an der Nordseite ist zugemauert.

### Innenraum
Das Langhaus, ein vierachsiger Saalbau, wird von einer flachen Stichkappentonne gedeckt, die auf Pilastern mit verkröpften Gesimsstücken aufliegt. Der eingezogene Chor ist halbrund geschlossen. Die auf Stützsäulen stehende Doppelempore im Westen wurde 1868 eingebaut.

## Stuck
Der Stuckdekor wurde von der Werkstatt Joseph Schmuzers ausgeführt. Er weist die für die Wessobrunner Schule typischen Formen von Akanthusranken, Blattgirlanden, Rosetten und Muscheln auf. Statt der sonst üblichen Freskomalereien sind die Deckenspiegel mit den Monogrammen für Jesus (IHS), Maria und Josef versehen.

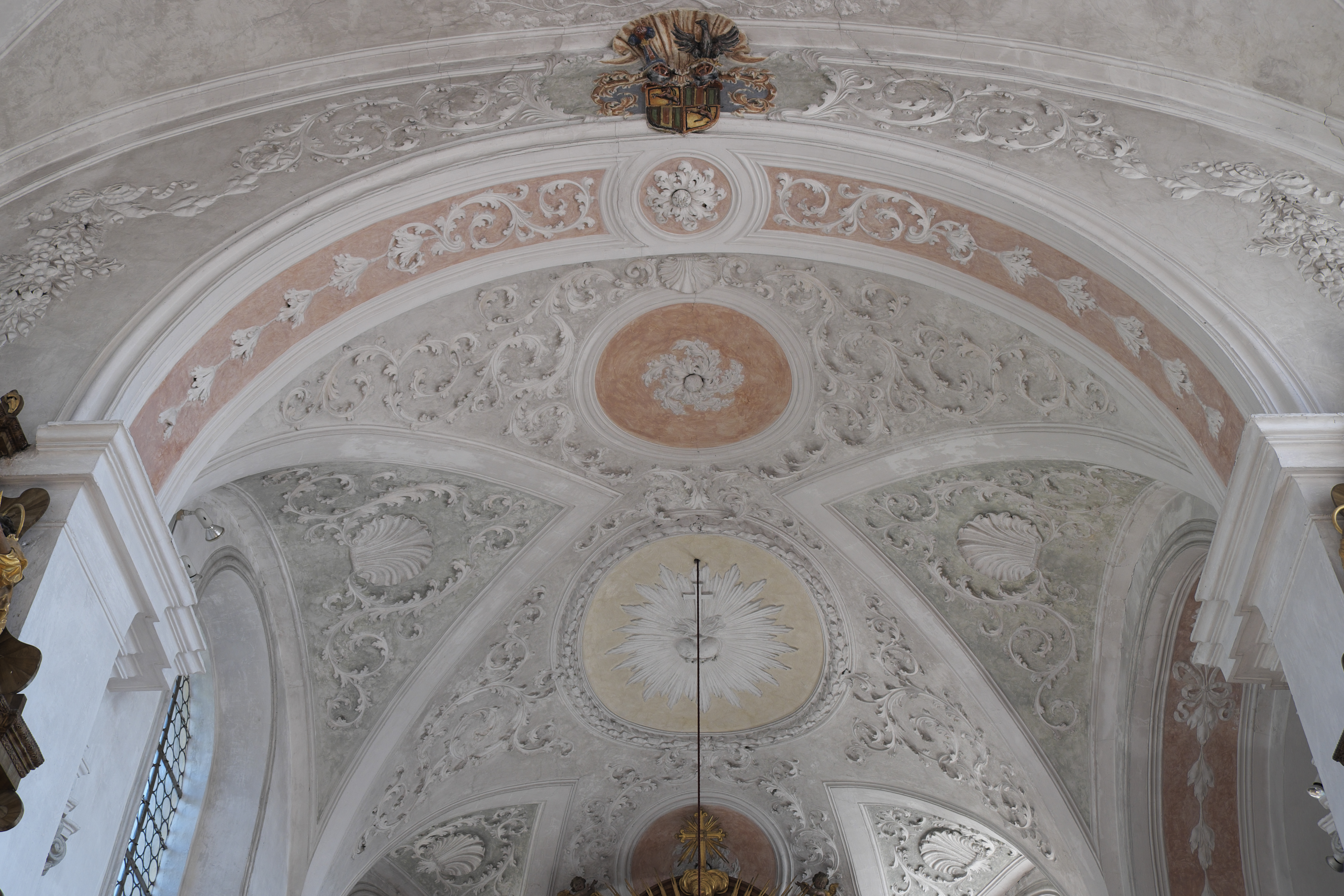
Deckenstuck im Chor
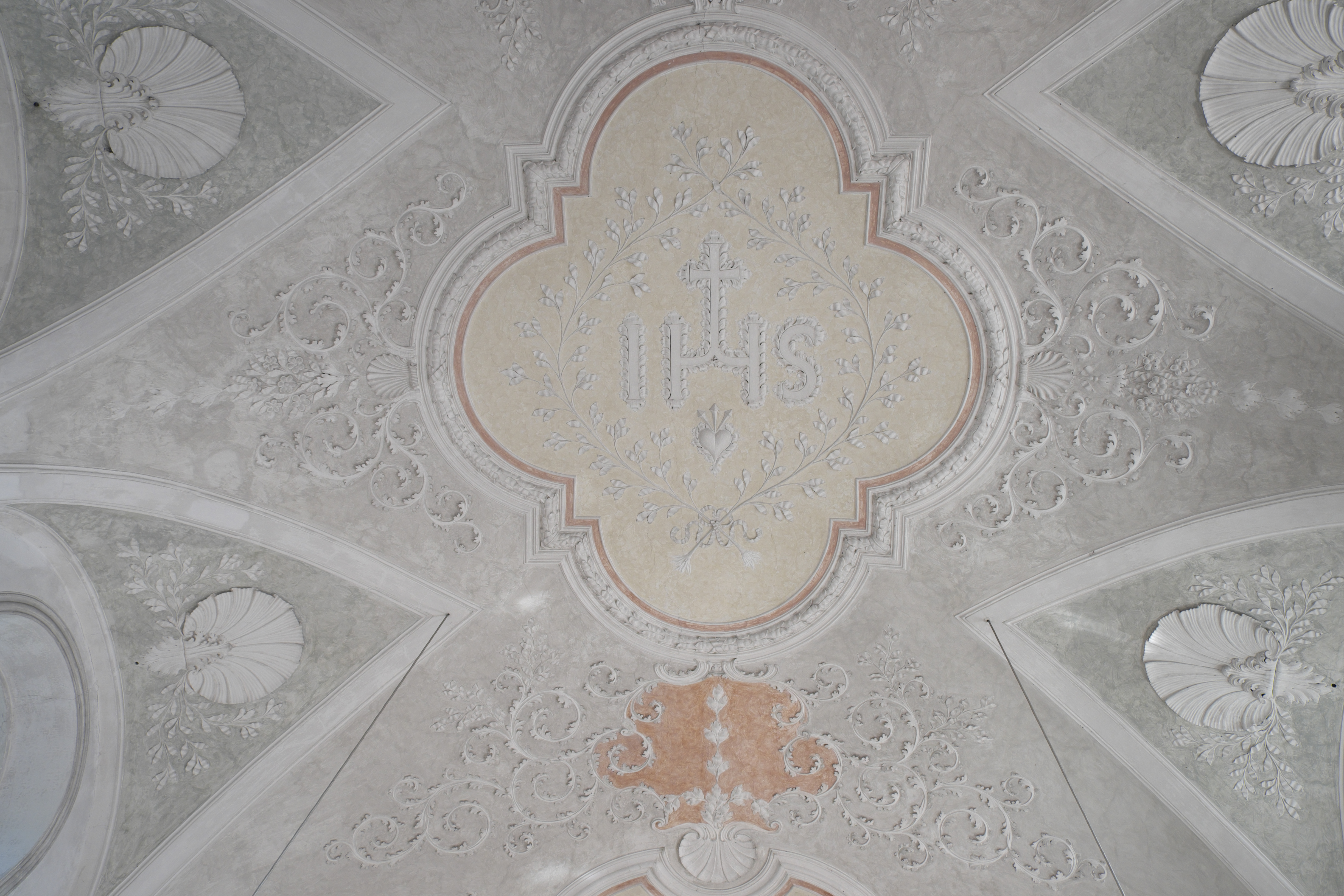
Deckenstuck im Langhaus, Monogramm IHS
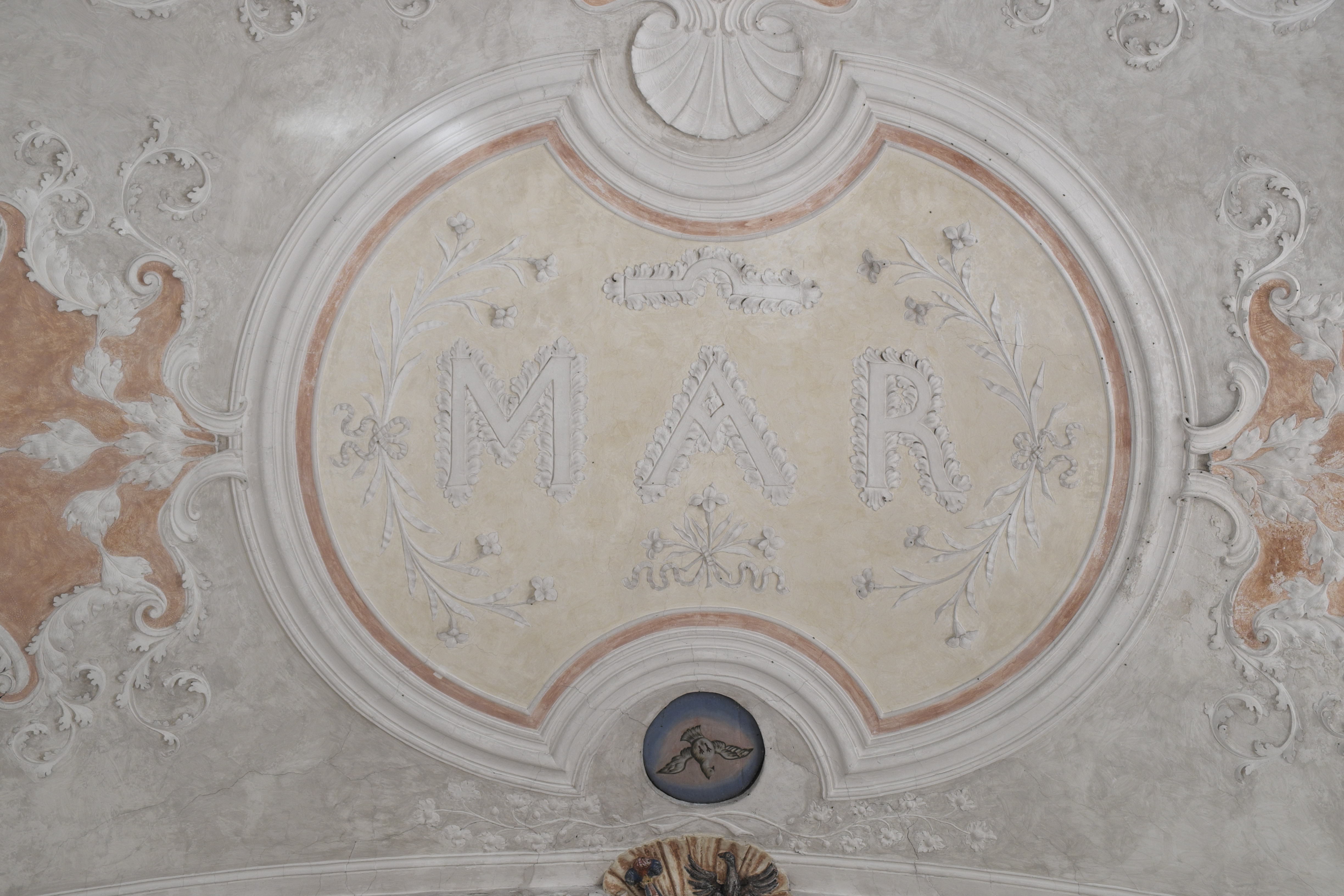
Deckenstuck im Langhaus, Monogramm Marias

## Ausstattung

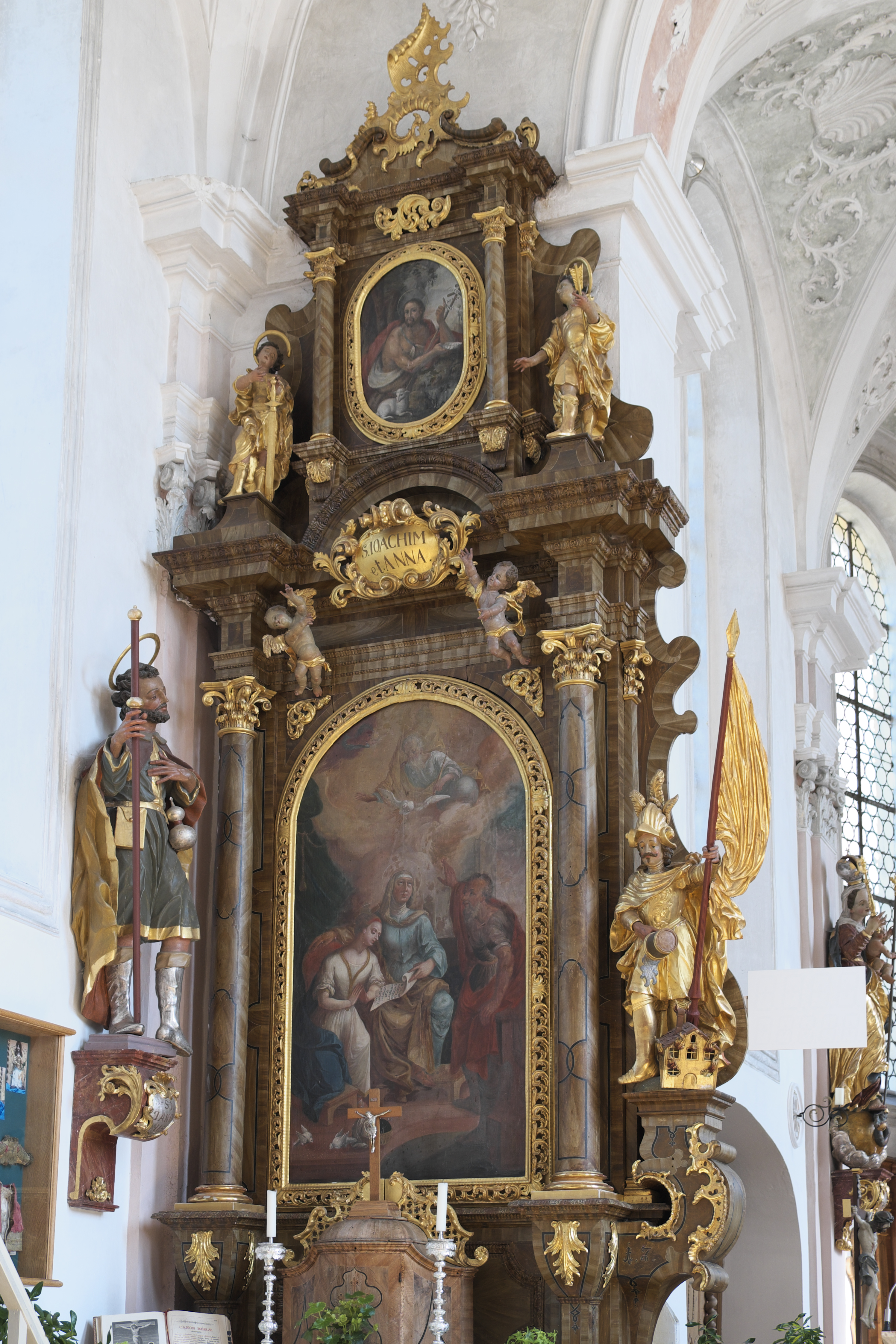
Nördlicher Seitenaltar

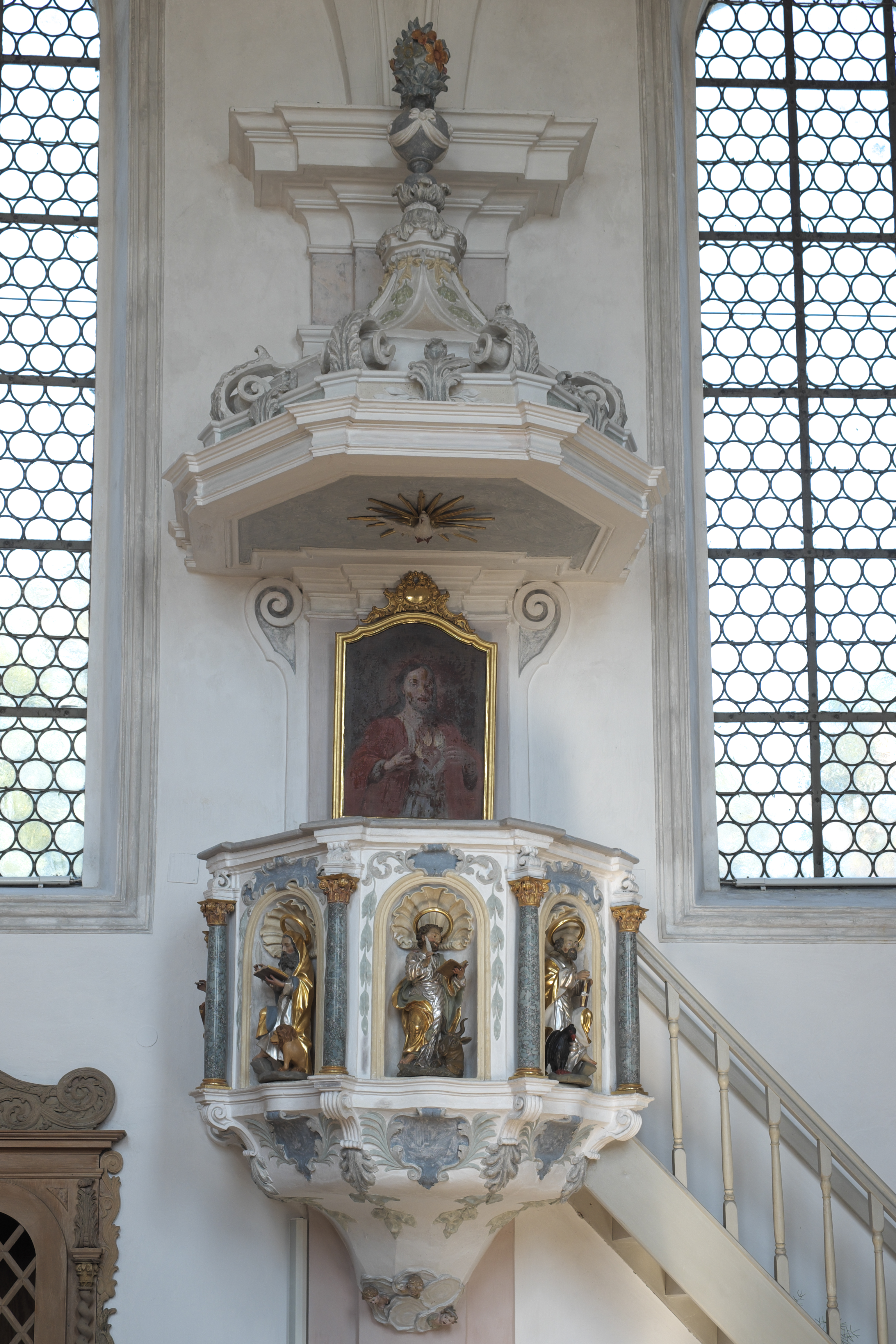
Stuckkanzel

- Der viersäulige Hochaltar wurde 1738 angefertigt. Das Altarblatt von Johann Caspar Schäffler stellt die Himmelfahrt Mariens dar. Die in Gold gefassten Holzskulpturen der Apostel Petrus und Paulus sowie des heiligen Ulrich und der heiligen Afra sind Arbeiten von Johann Luidl. Die mit einem Stoffgewand bekleidete Sitzfigur der Muttergottes ist auf der Rückseite mit der Jahreszahl 1589 bezeichnet. Haupt und Hände wurden 1774 erneuert, das Jesuskind wurde neu geschaffen.
- Die beiden Seitenaltäre entstanden um das Jahr 1725. Die Ölgemälde von Franz Anton Anwander stellen links die Unterweisung Mariens und rechts die Heilige Familie dar. Die Bilder sind signiert und mit der Jahreszahl 1765 bezeichnet. Die Schnitzfiguren wurden von Johann Luidl ausgeführt. Am nördlichen Seitenaltar stehen der heilige Florian und der Apostel Jakobus der Ältere, am südlichen Seitenaltar die heilige Genoveva von Paris und der heilige Leonhard.
- Von Johann Luidl wurden auch die Figuren des Johannes Nepomuk und eines als heiliger Sebastian bezeichneten Märtyrers mit Königskrone und zwei Pfeilen in der Hand sowie der Kerkerheiland im Langhaus geschaffen. Sie werden in die Zeit um 1720/40 datiert.
- Die etwas jüngere Skulpturengruppe der Taufe Jesu auf dem Deckel des Taufbeckens ist ebenfalls eine Arbeit von Johann Luidl.
- Die farbig gefasste Stuckkanzel wurde 1715 geschaffen. In den Muschelnischen des Kanzelkorbes sind die Figuren der vier Evangelisten eingestellt, der Schalldeckel wird von einer Vase bekrönt.
- Die Figuren der Ölbergkapelle wurden im späten 17. Jahrhundert von Lorenz Luidl, dem Vater von Johann Luidl, geschaffen.
- Das Chorgestühl, die Kirchenbänke mit ihren aufwändig geschnitzten Wangen und die Beichtstühle gehören zur Erstausstattung des barocken Kirchenbaus.
- Die Kreuzwegbilder wurden vermutlich im 19. Jahrhundert gemalt. Sie werden von kunstvollen Rocaillerahmen von 1766 eingefasst.

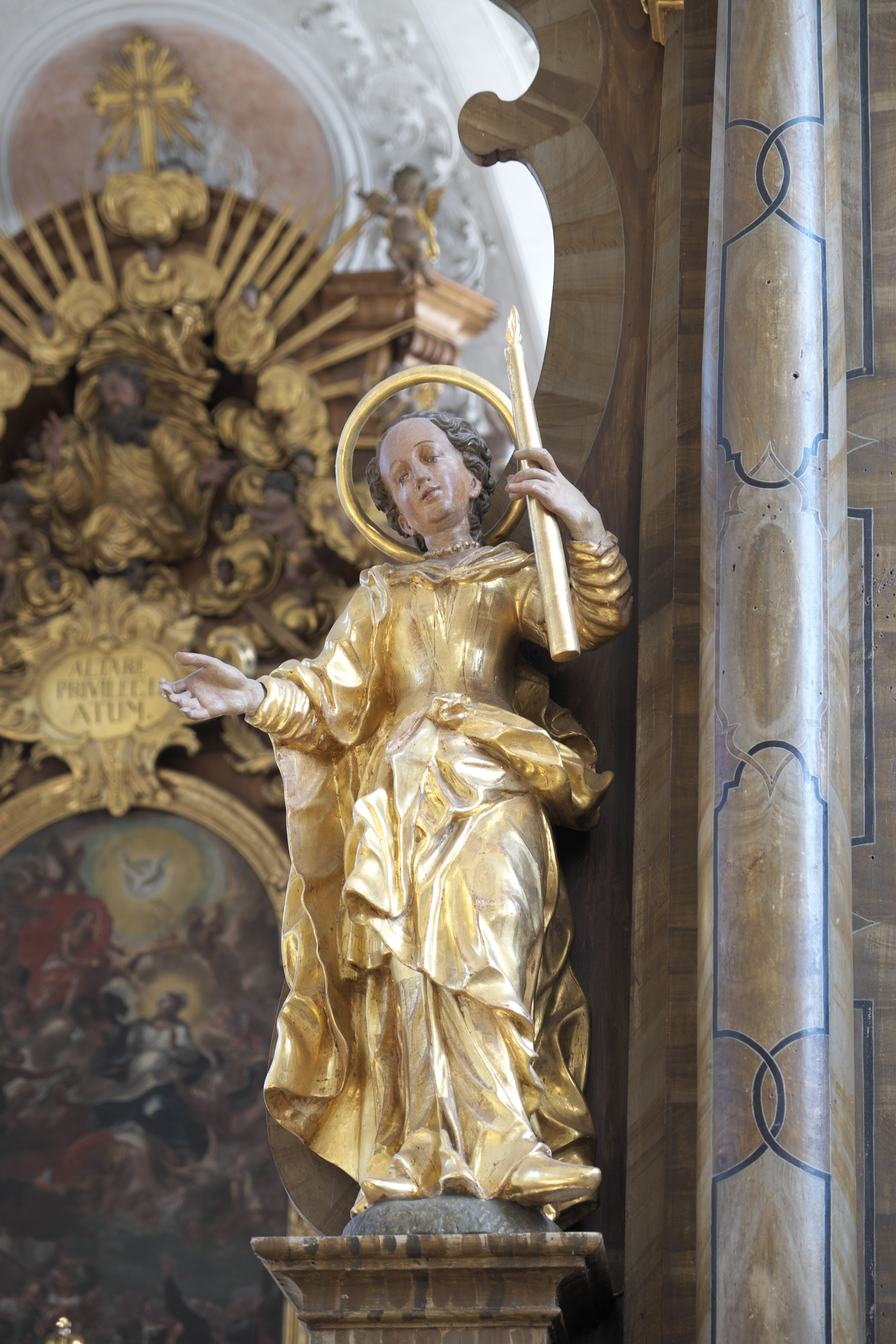
Heilige Genoveva
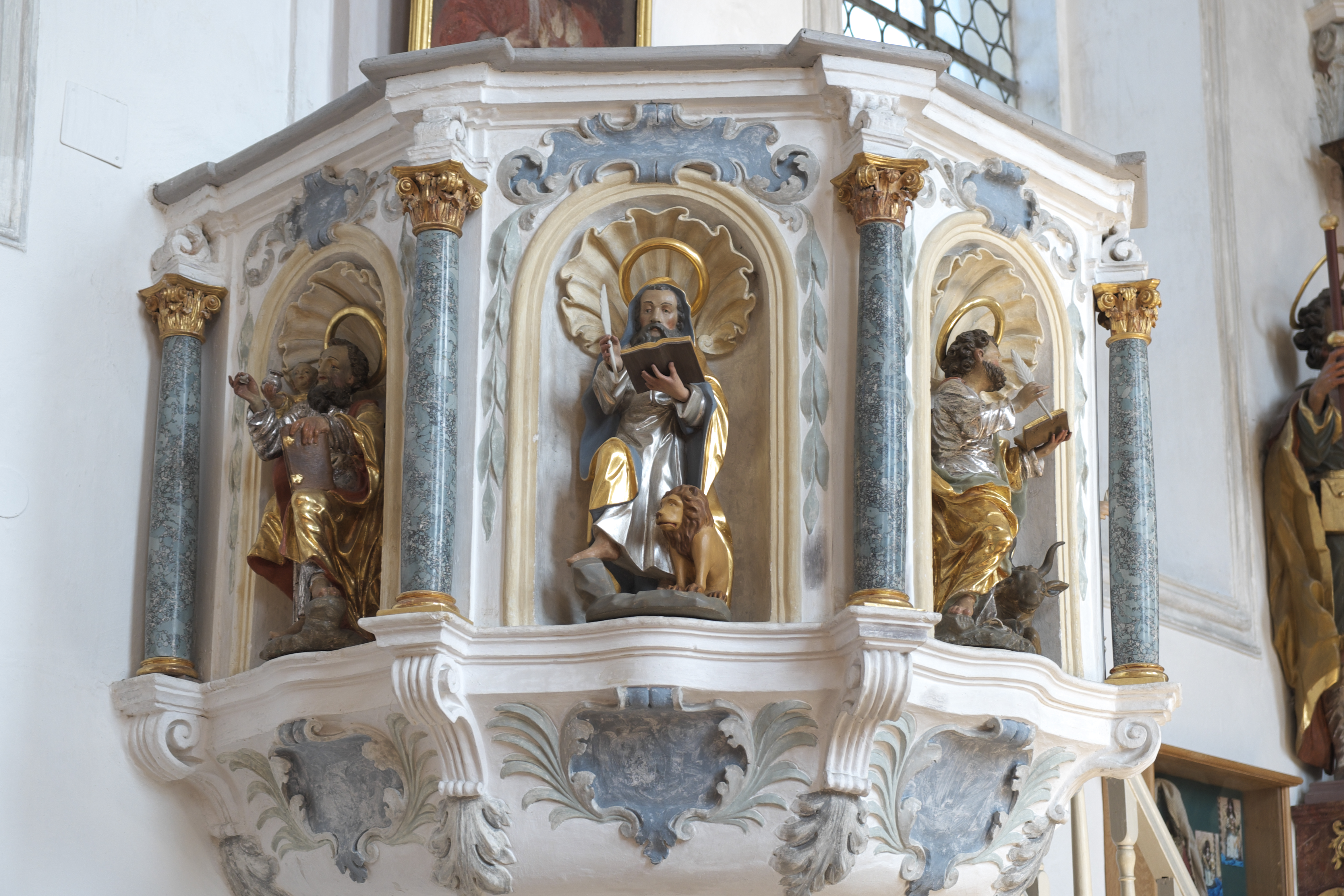
Kanzelkorb
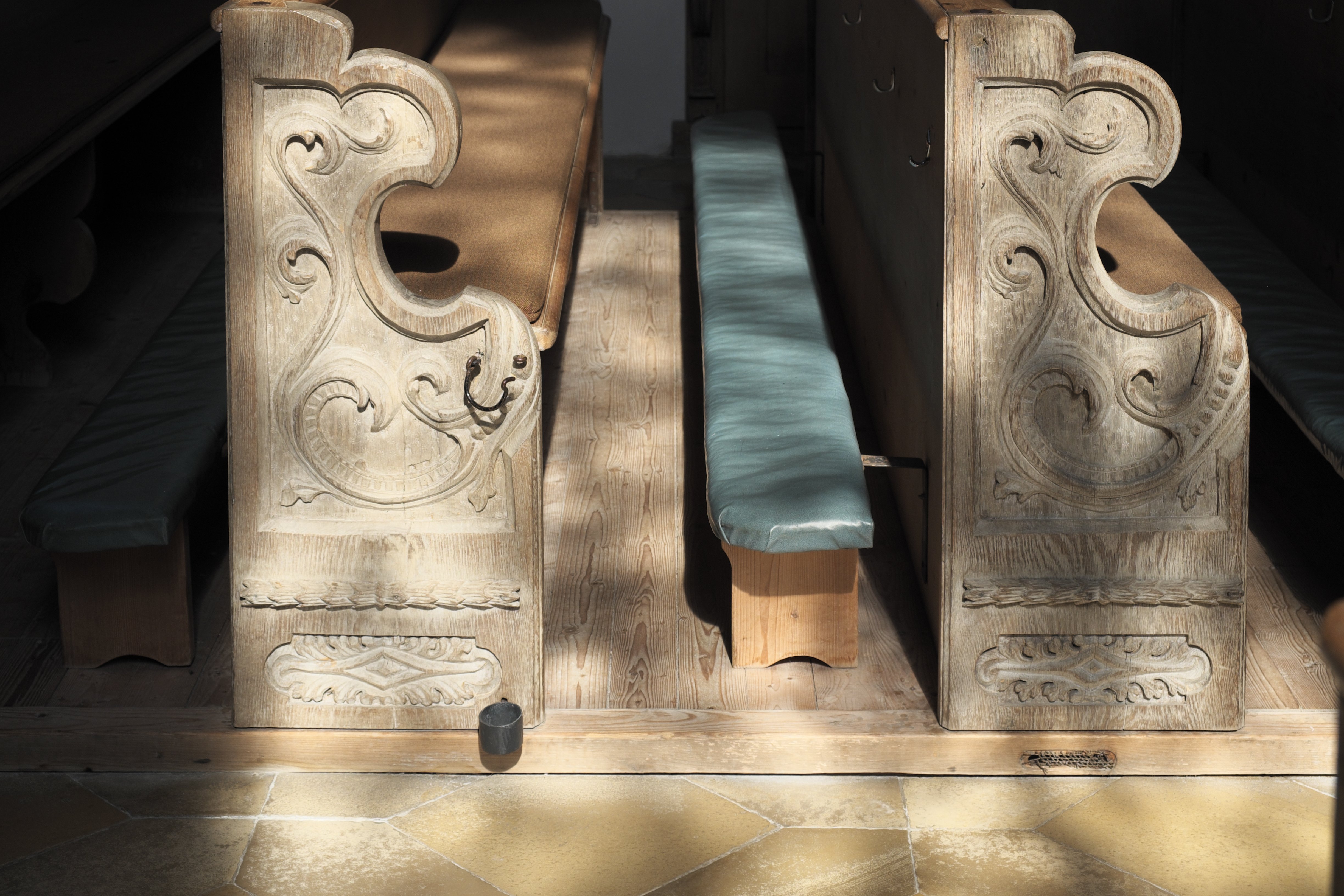
Kirchstuhlwangen
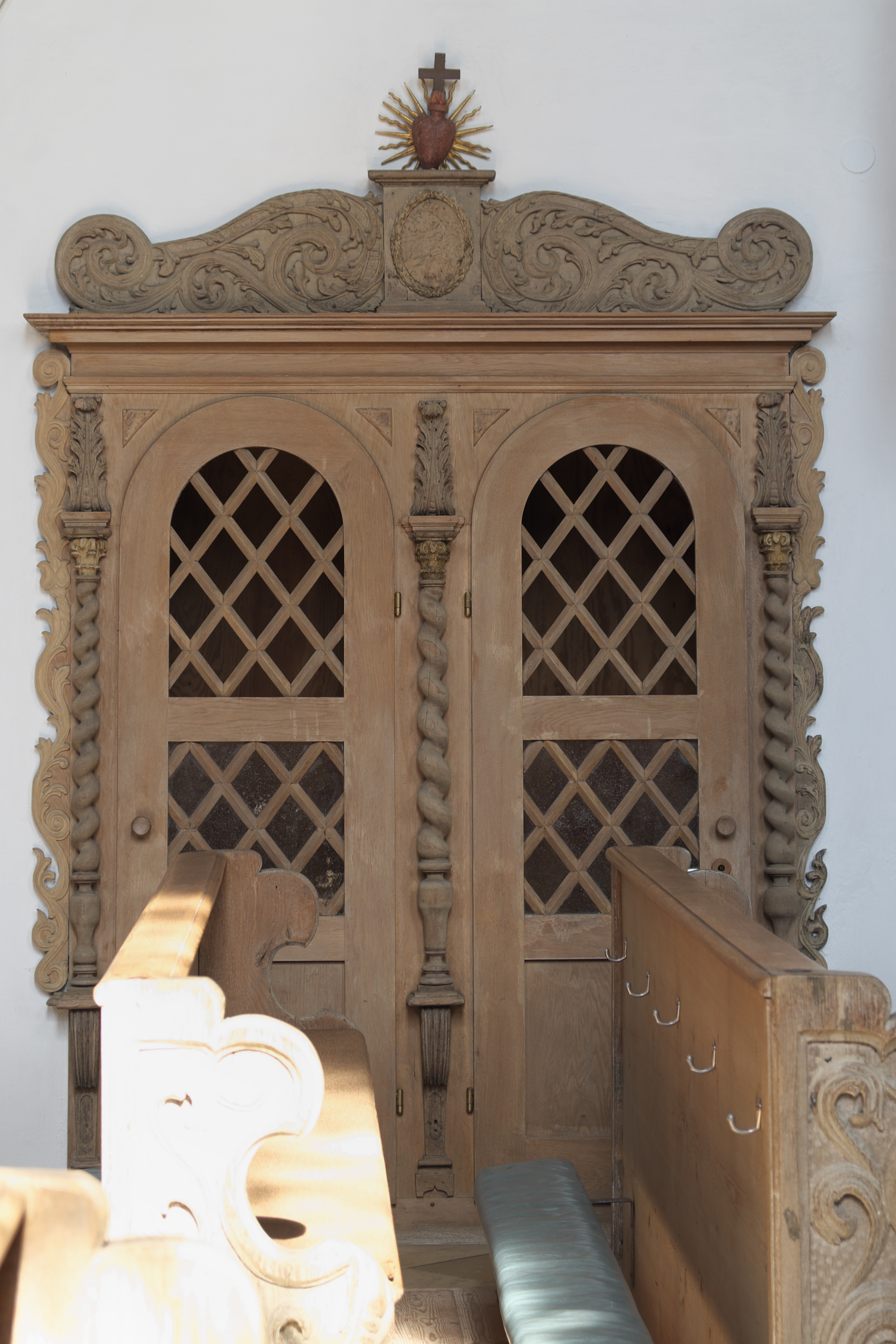
Beichtstuhl